# 锡佐夫农村居民点
锡佐夫农村居民点（俄语：Сизовское сельское поселение）是俄罗斯联邦伏尔加格勒州切尔内什科夫斯基区所属的一个农村居民点。其下辖有2个居民点，行政中心为锡佐夫。据2016年统计，该农村居民点的人口为649人。